# Kościół Najświętszej Marii Panny w Fürth
Kościół Najświętszej Marii Panny – klasycystyczny kościół katolicki, znajdujący się w Fürth, zaprojektowany przez Leo von Klenze’a.

## Źródła
- Strona parafii